# Abdoulaye Camara (football, 2008)
Pour les articles homonymes, voir Abdoulaye Camara et Camara.
Abdoulaye Camara, né le 28 septembre 2008 à Conakry, est un footballeur français qui joue au poste de milieu défensif au Montpellier HSC.

## Biographie

### Carrière en club
Né à Conakry en Guinée, Abdoulaye Camara est formé par le Montpellier HSC, où il s'illustre d'abord en équipes de jeunes avec le club de championnat de France. 
Il intègre le groupe de l'équipe reserve qui joue en National 3 lors de la saison 2024-2025, figurant également sur la feuille de match avec le groupe professionnel lors d'un match de Ligue 1 contre Nice,.

### Carrière en sélection
Abdoulaye Camara est international junior avec l'équipe de France des moins de 17 ans à partir de septembre 2024.
Il est convoqué avec l'équipe de France des moins de 17 ans pour participer au Championnat d'Europe des moins de 17 ans qui a lieu en mai et juin 2025, et où il va porter le brassard de capitaine,. La France atteint la finale de la compétition après sa victoire face à la Belgique (3-2),,.

## Palmarès
France -17 ans
- Championnat d'Europe
  - Finaliste en 2025